# Ochnówka
Ochnówka (ukr. Охнівка) – wieś na Ukrainie na terenie rejonu włodzimierskiego w obwodzie wołyńskim, liczy 372 mieszkańców. 
W majątku urodził się powstaniec styczniowy pułkownik Teodor Cieszkowski, syn Stanisława Cieszkowskiego herbu Dołęga i Henryki z hr. Krasickich herbu Rogala.